# Polstenci
Polstenci (znanstveno ime Xerocomellus) so rod gliv iz družine cevark (Boletaceae).

## Seznam polstencev Slovenije[2]
- rdečebetni polstenec (Xerocomellus chrysenteron)
- modreči polstenec (Xerocomellus cisalpinus)
- hrastoljubni polstenec (Xerocomellus dryophilus)
- topotrosni polstenec (Xerocomellus porosporus)
- poprhnjeni polstenec (Xerocomellus pruinatus)
- smrekov polstenec (Xerocomellus truncatus)